# Concept de soi

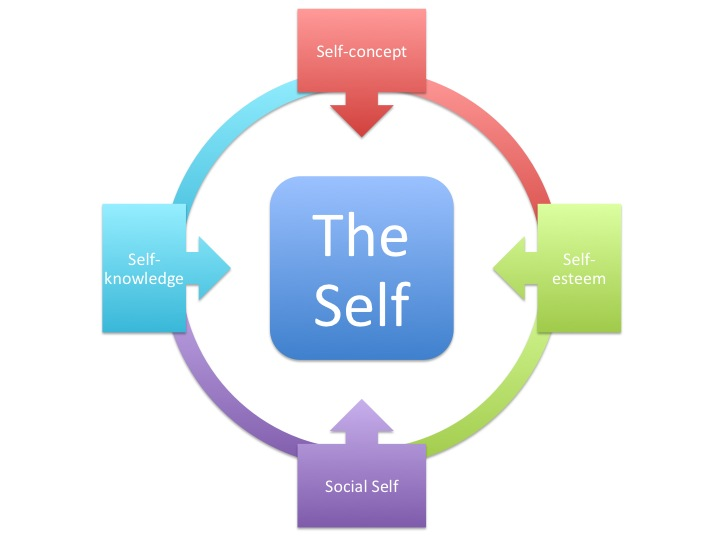
La perception de soi est définie par le concept de soi, la connaissance de soi, l'estime de soi et le soi social.

Le concept de soi, de l'anglais self-concept, est un ensemble de croyances à propos de soi-même qui inclut des éléments tels que la performance académique, l'identité de genre, l'identité sexuelle et l'identité ethnique. Dans le langage courant, le concept de soi répond à la question « Qui suis-je ? ».

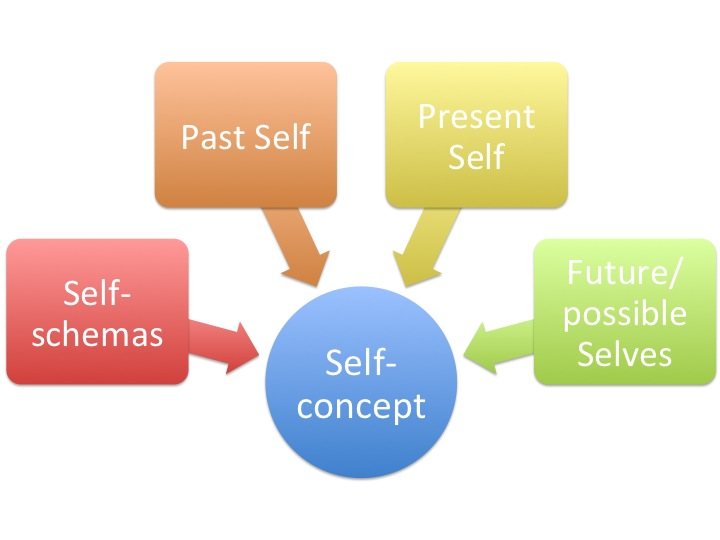
Le concept de soi est constitué d'auto-schémas et du soi passé, présent et futur.

## Description
En grandissant, l'enfant développe une conscience de lui-même et de ce que les autres pensent de lui, soit le sens de soi. Plusieurs termes font référence au soi en psychologie.
Le « concept de soi » (de l'anglais self-concept) se réfère aux pensées et sentiments sur soi-même ; il combine :
- l'image de soi (self-image), qui est la partie cognitive ou descriptive de soi[1](par exemple, « je suis une pianiste »).
- l'estime de soi (self-esteem), qui relève de l'évaluation et de l'opinion (par exemple, « j'aime le fait que je sois pianiste »). L'estime de soi concerne notamment l'image qu'a l'individu de lui-même et sa propre confiance en soi[1].

Le concept de soi est décrit par Charles Cooley en 1902. Ce dernier affirme que le concept de soi est dépendant de la manière dont les autres nous perçoivent et nous évaluent. Ainsi, les personnes les plus importantes dans la vie d'un individu (parents, partenaire, amis proches, etc.) ont un effet d'autant plus fort sur le concept de soi. L'idée est développée par George Herbert Mead dans les années 1930 qui décrit le concept de soi comme un processus non pas inné, mais qui se construit à travers les interactions sociales.
Le concept de soi comprend le soi passé, le soi présent et le soi futur. Le soi futur représente alors les idées qu'a un individu de ce qu'il pourrait devenir, ce qu'il aimerait devenir ou de ce qu'il a peur de devenir (et souhaite éviter de devenir). Les sois possibles peuvent fonctionner comme des incitations à un comportement donné,. La perception du soi passé et du soi futur est liée à la perception du soi dans le présent. La théorie temporelle de l'auto-évaluation soutient l'idée selon laquelle les êtres humains ont tendance à rester positifs dans leur auto-évaluation en se distançant de leur soi négatif, et en prêtant attention à leur soi positif. En outre, les individus ont tendance à percevoir le soi passé de manière moins favorable (par exemple, « je suis devenu meilleur que je ne l'étais ») et le soi futur plus positivement (par exemple, « je serai mieux que je ne le suis maintenant »),.
Le concept de soi se distingue de la conscience de soi qui se réfère à la mesure dans laquelle la connaissance de soi est définie et actuellement applicable aux attitudes et aux dispositions.
La théorie de l'auto-catégorisation développée par John Turner suggère que le concept de soi soit constitué d'au moins deux « niveaux » : une identité personnelle et une identité sociale. L'auto-évaluation s'appuie sur la perception de soi-même et sur la perception que les autres ont de soi-même. Le concept de soi peut alterner rapidement entre l'identité personnelle et sociale. Les enfants et les adolescents commencent à intégrer leur identité sociale à leur concept de soi à l'école primaire par l'évaluation de leur position auprès de leurs pairs. Vers l'âge de 5 ans, l'acceptation des pairs a un impact significatif sur le concept de soi des enfants, affectant leur comportement et la réussite scolaire.

### Théorie de Rogers
Selon Carl Rogers, le concept de soi a trois éléments différents, :
- La perception de soi : image de soi (self image).
- La valeur que l'on se donne : estime de soi (self esteem) ou sentiment de valeur de soi (self-worth).
- Ce que l'on souhaiterait être : le soi idéal (ideal self).

## Psychologie humaniste et développementale
Les psychologues Carl Rogers et Abraham Maslow ont popularisé l'idée de concept de soi. Selon Rogers, tous les humains tendent à chercher à atteindre un « soi idéal ». Rogers a formulé l'hypothèse selon laquelle les personnes en bonne santé psychologique se distancent des rôles créés par les attentes des autres, pour rechercher une validation en eux-mêmes. En revanche, les personnes névrotiques ont des « self-concepts qui ne correspondent pas à leurs expériences… Elles ont peur d'accepter leurs propres expériences comme valides, c'est pourquoi elles les déforment, soit pour se protéger, soit pour gagner l'approbation des autres. ».
Un test psychologique pour enfant, dédié au concept de soi chez le jeune enfant, a été produit par McDaniel-Piers en 1973 .

### Émergence du concept de soi chez l'enfant
Les chercheurs ne sont pas d'accord sur la question de l'auto-développement du concept de soi dans la mesure où il est difficile d'étudier ce sujet chez les jeunes enfants n'ayant pas encore développé des compétences linguistiques leur permettant d'exprimer leurs sentiments ou leurs pensées.
Michael Lewis et Jeanne Brooks-Gun (en 1979) ont étudié les réactions des nourrissons et jeunes enfants face au miroir pour tenter d'inférer leur conscience d'eux-mêmes. Ils observent que les enfants de 18 mois ont une certaine conscience d'eux-mêmes : ils essaient d'enlever un point rouge (qui a été posé sur leur visage sans qu'ils s'en aperçoivent) lorsqu'ils le voient dans le miroir, indiquant qu'ils ont conscience que l'image est bien la leur,.
Certains chercheurs défendent l'idée que les stéréotypes de genre et les attentes définies par les parents pour leurs enfants impactent la compréhension de soi des enfants dès l'âge de 3 ans environ. D'autres suggèrent que le concept de soi se développe plus tard, soit vers l'âge de 7 ou 8, lorsque les enfants sont au stade de développement leur permettant l'interprétation de leurs propres sentiments et compétences, et avec les commentaires (feedbacks) qu'ils reçoivent de la part de leur entourage.
Malgré des opinions divergentes sur les débuts du développement du concept de soi, les chercheurs s'entendent sur l'importance du concept de soi, qui influe les comportements et les résultats cognitifs et émotionnels, y compris (mais non limité à) la réussite scolaire, les niveaux de bonheur, d'anxiété, d'intégration sociale, d'estime de soi, et la satisfaction dans la vie (life-satisfaction),,.

### Concept dusoi physique(physical self-concept)
Le soi physique (physical self-concept) englobe (avec des différences socioculturelles et liées à l'âge et au genre) la perception, la compréhension et l’évaluation qu’un individu a de son corps (indispensable à une bonne habileté psychomotrice), et conduit dès l'enfance et jusqu'à la fin de vie à une plus ou moins grande satisfaction de l’image corporelle et à la motivation (ou démotivation) pour une certaine discipline et « gestion du corps » (hygiène, éducation physique et sport, notamment chez l'enfant et l'adolescent qui, plus ou moins poussé(s) par la société, sa famille et par ses "pairs", cherche à améliorer ou entretenir une image de soi positive, que l'on sait être un important facteur d'adaptation et de protection contre les comportements problématiques courants, souvent plus intériorisés chez les filles par rapport aux garçons. Les adolescents suédois de 15-16 ans ont une relation plus forte entre une image de soi négative et un comportement problématique extériorisé que leurs pairs adolescents plus jeunes ou plus âgés. Selon[Qui ?], l'intériorisation de l'anxiété et la dépression sont associées à un risque accru de comportement agressif et délinquant chez ces adolescents, d'où l'importance psycho-sociale de mieux prendre en compte le concept de soi positif chez l'adolescent,,,,,…). C'est temporellement l’un des premiers aspects du système de soi à se développer ; c'est une base pour l’ensemble du concept de soi et chez la personne âgée.

### Concept de soi académique
Le concept de soi académique (« academic self-concept ») désigne les croyances personnelles sur les compétences et performances scolaires. Certaines recherches suggèrent qu'il commence à se développer vers l'âge de 3 à 5 ans, sous l'influence des parents et les éducateurs. Vers l'âge de 10 ou 11 ans, les enfants évaluent leurs compétences scolaires en se comparant à leurs pairs.
Ces comparaisons sociales sont également appelées auto-évaluations (self-estimates). L'auto-évaluation de la compétence cognitive est plus juste sur les sujets traitant des nombres, comme les mathématiques, mais beaucoup moins juste dans d'autres domaines, par exemple la vitesse de raisonnement. 
Certains chercheurs suggèrent que, pour améliorer le concept de soi académique, les parents et les enseignants doivent donner des feedbacks spécifiques aux enfants en focalisant sur leurs compétences ou de capacités particulières. D'autres recherches suggèrent que les opportunités d'apprentissage doivent être effectuées dans des groupes qui minimisent la comparaison sociale. Ces groupes doivent inclure des enfants dont les performances académiques sont similaires et non similaires, car trop de l'un ou l'autre type de regroupement peut avoir des effets néfastes sur le concept de soi académique de l'enfant,.

## Psychologie interculturelle
Les représentations de soi dans la relation à l'autre (humain et non-humain) diffèrent beaucoup d'une culture à l'autre.
Les cultures occidentales valorisent davantage l'indépendance et l'expression de ses qualités ou attributs personnels que certaines cultures orientales notamment. Les cultures asiatiques tendent à avoir une vision plus interdépendante du soi : les relations interpersonnelles sont ainsi plus importantes que les réalisations individuelles. Certains auteurs décrivent ce phénomène par le concept de fusion de l'identité.
Une étude réalisée en Israël a montré une grande différence entre les concepts de soi indépendants et interdépendants au sein du même pays. Des commerçants dans une communauté urbaine ont été comparés à ceux dans un kibboutz (communauté de vie collective). Les personnes vivant dans le kibboutz valorisent l'interdépendance de soi, tandis que l'autre groupe valorise les caractéristiques individuelles.